# 西園寺公兼
西園寺 公兼（さいおんじ きんかね）は、南北朝時代の公卿。右大臣・西園寺実俊の次男。官位は従二位・権大納言。主に後村上天皇（97代）・長慶天皇（98代）の代の朝廷に仕えた。

## 経歴
正平22年/貞治6年（1367年）に従三位となり公卿に列する。応安4年（1371年）には参議となる。応安7年（1374年）は権中納言となる。天授5年/康暦元年（1379年）には権大納言に任じられる。弘和元年/永徳元年（1381年）に任職を辞する。
公兼の名跡は子・実敦に受け継がれ、公兼の家は西園寺家の分流的存在となったが、分家として定着する前に実敦の子・実種の代に実子なく絶えた。

## 系譜
- 父：西園寺実俊（1335-1389）
- 母：家女房
- 妻：不詳
- 生母不詳の子女
  - 男子：西園寺実敦 - 参議中将
  - 男子：西園寺実光 - 権大納言
  - 男子：良守 - 石山座主、洞院公定の犹子